# Perdita hirsuta
Perdita hirsuta är en biart som beskrevs av Cockerell 1896. Perdita hirsuta ingår i släktet Perdita och familjen grävbin. Inga underarter finns listade i Catalogue of Life.